# Miss America

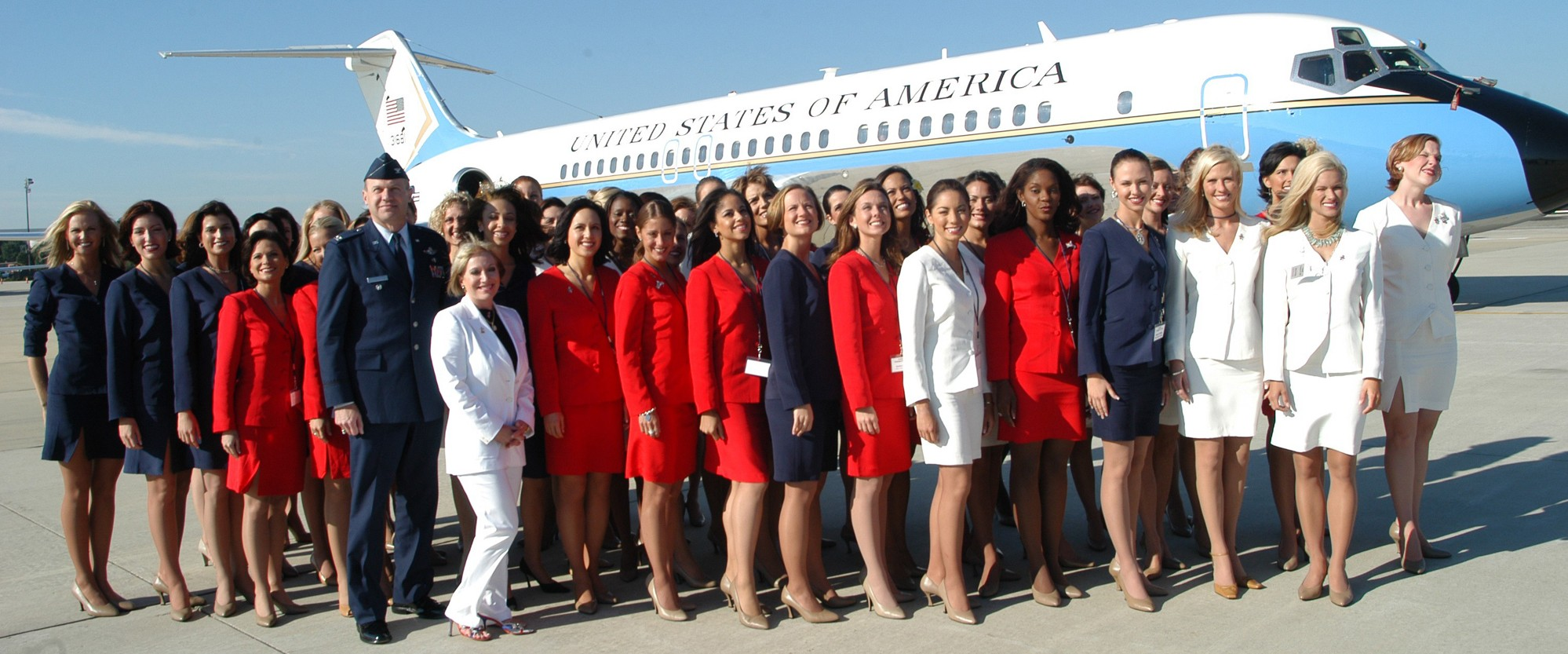
Miss America

Miss America este un concurs de frumusețe care are loc aproape anual din anul 1921 în SUA.
Acest concurs a fost preluat în anul 1952 de Miss USA, când câștigătoarea titlului, "Yolande Betbeze", a refuzat să se lase fotografiată în costum de baie.

## Câștigătoarele titlului
| Anul    | Miss America            | Originară din                     |
| ------- | ----------------------- | --------------------------------- |
| 1921    | Margaret Gorman         | Washington, District of Columbia  |
| 1922-23 | Mary Campbell           | Columbus, Ohio                    |
| 1924    | Ruth Malcomson          | Philadelphia, Pennsylvania        |
| 1925    | Fay Lanphier            | Oakland, California               |
| 1926    | Norma Smallwood         | Tulsa, Oklahoma                   |
| 1927    | Lois Delaner            | Joliet, Illinois                  |
| 1933    | Marian Bergeron         | West Haven, Connecticut           |
| 1935    | Henrietta Leaver        | Pittsburgh, Pennsylvania          |
| 1936    | Rose Coyle              | Philadelphia, Pennsylvania        |
| 1937    | Bette Cooper            | Bertrand Island, New Jersey       |
| 1938    | Marilyn Meseke          | Lima, Ohio                        |
| 1939    | Patricia Donnelly       | Detroit, Michigan                 |
| 1940    | Frances Marie Burke     | Philadelphia, Pennsylvania        |
| 1941    | Rosemary LaPlanche      | Los Angeles, California           |
| 1942    | Jo-Carroll Dennison     | Tyler, Texas                      |
| 1943    | Jean Bartel             | Los Angeles, California           |
| 1944    | Venus Ramey             | Washington, District of Columbia  |
| 1945    | Bess Myerson            | New York, New York                |
| 1946    | Marilyn Buferd          | Los Angeles, California           |
| 1947    | Barbara Walker          | Memphis, Tennessee                |
| 1948    | BeBe Shopp              | Hopkins, Minnesota                |
| 1949    | Jacque Mercer           | Litchfield, Arizona               |
| 1951    | Yolande Betbeze         | Mobile, Alabama                   |
| 1952    | Coleen Kay Hutchins     | Salt Lake City, Utah              |
| 1953    | Neva Jane Langley       | Macon, Georgia                    |
| 1954    | Evelyn Margaret Ay      | Ephrata, Pennsylvania             |
| 1955    | Lee Meriwether          | San Francisco, California         |
| 1956    | Sharon Ritchie          | Denver, Colorado                  |
| 1957    | Marian McKnight         | Manning, Carolina de Sud          |
| 1958    | Marilyn Van Derbur      | Denver, Colorado                  |
| 1959    | Mary Ann Mobley         | Brandon, Mississippi              |
| 1960    | Lynda Lee Mead          | Natchez, Mississippi              |
| 1961    | Nancy Fleming           | Montague, Michigan                |
| 1962    | Maria Fletcher          | Asheville, Carolina de Nord       |
| 1963    | Jacquelyn Mayer         | Sandusky, Ohio                    |
| 1964    | Donna Axum              | El Dorado, Arkansas               |
| 1965    | Vonda Kay Van Dyke      | Phoenix, Arizona                  |
| 1966    | Deborah Irene Bryant    | Overland Park, Kansas             |
| 1967    | Jane Anne Jayroe        | Laverne, Oklahoma                 |
| 1968    | Debra Dene Barnes       | Moran, Kansas                     |
| 1969    | Judith Anne Ford        | Belvidere, Illinois               |
| 1970    | Pamela Anne Eldred      | Birmingham, Michigan              |
| 1971    | Phyllis George          | Denton, Texas                     |
| 1972    | Laurie Lea Schaefer     | Columbus, Ohio                    |
| 1973    | Terry Anne Meeuwsen     | De Pere, Wisconsin                |
| 1974    | Rebecca Ann King        | Denver, Colorado                  |
| 1975    | Shirley Cothran         | Fort Worth, Texas                 |
| 1976    | Tawny Elaine Godin      | Yonkers, New York                 |
| 1977    | Dorothy Kathleen Benham | Edina, Minnesota                  |
| 1978    | Susan Perkins           | Columbus, Ohio                    |
| 1979    | Kylene Barker           | Galax, Virginia                   |
| 1980    | Cheryl Prewitt          | Ackerman, Mississippi             |
| 1981    | Susan Powell            | Elk City, Oklahoma                |
| 1982    | Elizabeth Ward          | Russellville, Arkansas            |
| 1983    | Debra Maffett           | Anaheim, California               |
| 1984    | Vanessa Lynn Williams   | Millwood, New York (titlu anulat) |
| 1984    | Suzette Charles         | Mays Landing, New Jersey          |
| 1985    | Sharlene Wells Hawkes   | Salt Lake City, Utah              |
| 1986    | Susan Akin              | Meridian, Mississippi             |
| 1987    | Kellye Cash             | Memphis, Tennessee                |
| 1988    | Kaye Lani Rae Rafko     | Monroe, Michigan                  |
| 1989    | Gretchen Carlson        | Anoka, Minnesota                  |
| 1990    | Debbye Turner           | Mexico, Missouri                  |
| 1991    | Marjorie Vincent        | Oak Park, Illinois                |
| 1992    | Carolyn Suzanne Sapp    | Honolulu, Hawaii                  |
| 1993    | Leanza Cornett          | Jacksonville, Florida             |
| 1994    | Kimberly Clarice Aiken  | Columbia, Carolina de Sud         |
| 1995    | Heather Whitestone      | Birmingham, Alabama               |
| 1996    | Shawntel Smith          | Muldrow, Oklahoma                 |
| 1997    | Tara Dawn Holland       | Overland Park, Kansas             |
| 1998    | Katherine Shindle       | Evanston, Illinois                |
| 1999    | Nicole Johnson Baker    | Roanoke, Virginia                 |
| 2000    | Heather French          | Maysville, Kentucky               |
| 2001    | Angela Perez Baraquio   | Honolulu, Hawaii                  |
| 2002    | Katie Harman            | Gresham, Oregon                   |
| 2003    | Erika Harold            | Urbana, Illinois                  |
| 2004    | Ericka Dunlap           | Orlando, Florida                  |
| 2005    | Deidre Downs            | Birmingham, Alabama               |
| 2006    | Jennifer Berry          | Tulsa, Oklahoma                   |
| 2007    | Lauren Nelson           | Lawton, Oklahoma                  |
| 2008    | Kirsten Haglund         | Farmington Hills, Michigan        |
| 2009    | Katie Stam              | Indianapolis, Indiana             |
| 2010    | Caressa Cameron         | Fredericksburg Virginia           |
| 2011    | Teresa Scanlan          | Nebraska                          |
| 2012    | Laura Kaeppeler         | Wisconsin                         |
| 2013    | Mallory Hagan           | New York                          |